# Antiro
Antiro (gr. Ανθηρό) – miejscowość w Grecji, w administracji zdecentralizowanej Tesalia-Grecja Środkowa, w regionie Tesalia, w jednostce regionalnej Karditsa. Siedziba gminy Arjitea. W 2011 roku liczyła 167 mieszkańców.